# Big Bad Wolf
A Big Bad Wolf című dal az amerikai-kanadai duó Duck Sauce kislemeze, mely 2011. szeptember 29-én jelent meg a Spinnin' Records kiadónál. A dal a stúdióalbumra nem került fel, viszont slágerlistás helyezést ért el, az Egyesült Királyságban, ahol a 29. lett.

## Megjelenések
12"  3Beat – 3Beat057
- A	Big Bad Wolf (Original Mix)
- B	Big Bad Wolf (Gesaffelstein Mix) Remix – Gesaffelstein

## Videóklip
A Billboard magazin szerint 2011 legzavaróbb videóklipje volt, mivel a klipben lévő emberek nemi szerve helyett emberi fejek láthatóak. A klipet Keith Schofield rendezte.

## A dal egyéb megjelenései
A dal a Red Bull Racing Formula One csapat nem hivatalos himnuszává vált,  melyet a sikeres 2011-es szezon során a hétvégi Grand Prix megnyerése után több esetben felcsendült.
A dalt a Money Supermarket reklámkampányában is használták 2016-ban.

## Slágerlista
| Slágerlista (2011)                       | Legjobb helyezések |
| ---------------------------------------- | ------------------ |
| Belgium (Ultratop 50 Flanders)           | 16                 |
| Belgium (Ultratop 50 Wallonia)           | 44                 |
| UK Singles (The Official Charts Company) | 79                 |

## Megjelenések a világban
| Régió              | Dátum                | Formátum           | Label                            |
| ------------------ | -------------------- | ------------------ | -------------------------------- |
| Hollandia          | 2011. szeptember 29. | Digitális letöltés | Spinnin'                         |
| Egyesült Államok   | 2011. október 18.    | Digitális letöltés | Big Beat                         |
| Egyesült Királyság | 2011. október 23.    | Digitális letöltés | All Around the World Productions |
| Dánia              | 2012. január 16.     | Digitális letöltés | disco:wax                        |